# 용산초등학교 (김해시)
용산초등학교(龍山初等學敎, Gimhae Yongsan Elementary School)는 대한민국 경상남도 김해시 상동면에 위치한 초등학교이다.

## 학교 연혁
- 1938년 5월 27일 : 여차간이학교 설립인가
- 1948년 3월 25일 : 용산초등학교 독립 개교
- 1949년 3월 16일 : 초대교장 표정상 취임
- 2009년 3월 1일 : 제24대 김해영 교장 취임
- 2012년 2월 17일 : 제64회 졸업식(졸업생 총수 1695명)

## 기타
- 2009년 6월 9일 교육과학기술부선정 영어교육 리더학교 최우수학교
- 2009년 3월 1일 경상남도교육청선정 체육활성화 우수학교
- 2010년 3월 1일 경상남도교육청지정 영어과 정책연구학교
- 2010년 3월 25일 경상남도교육청선정 학력 우수학교